# Гаммер-ан-дер-Юкер
Гаммер-ан-дер-Юкер (нім. Hammer an der Uecker) — громада в Німеччині, розташована в землі Мекленбург-Передня Померанія. Входить до складу району Передня Померанія-Грайфсвальд. Складова частина об'єднання громад Торгелов-Фердінандсгоф.
Площа — 21,47 км2. Населення становить 464 ос. (станом на 31 грудня 2020).